# Ermenek

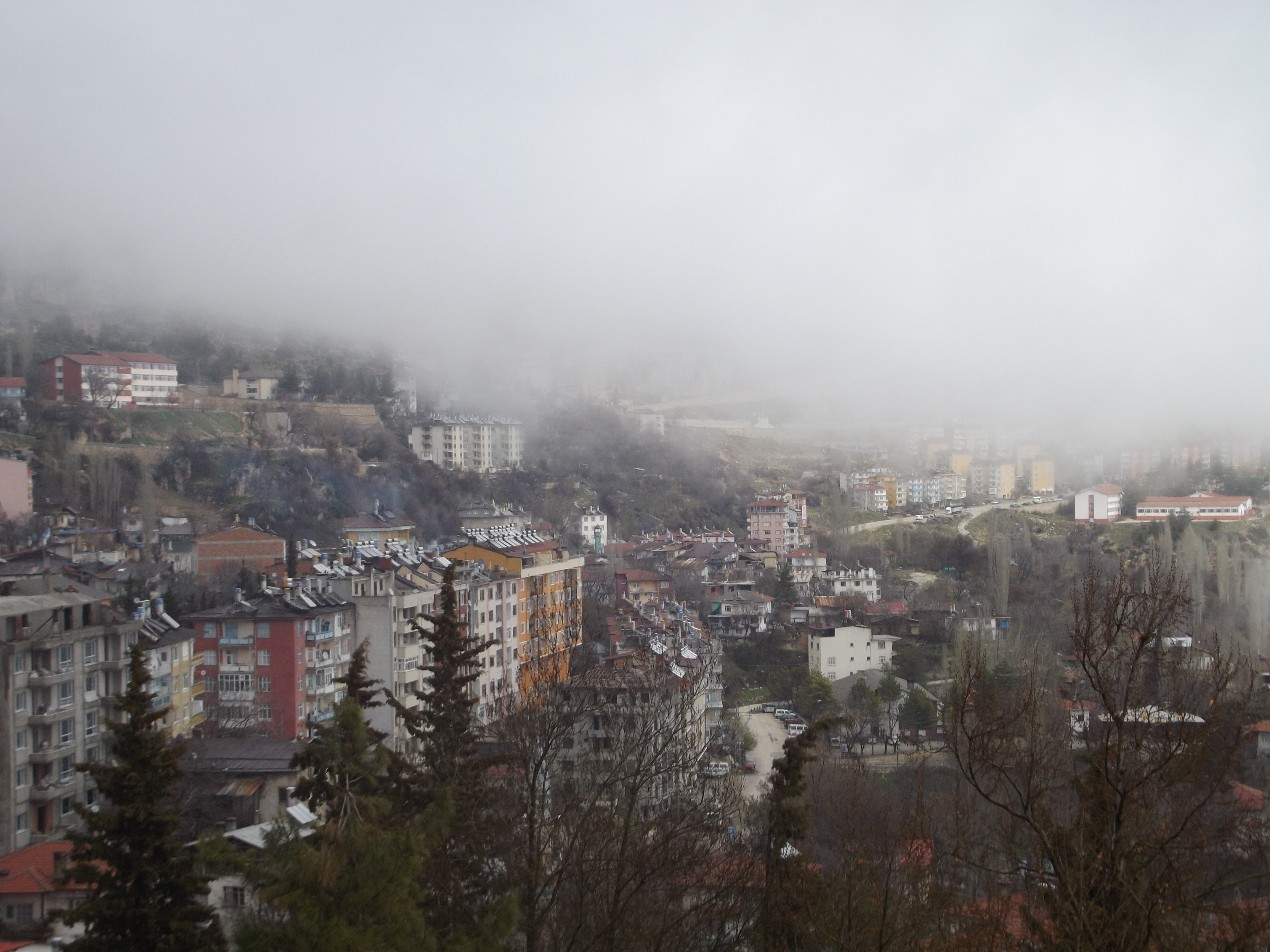
Ermenek

Ermenek è una città  della Turchia. Secondo il censimento del 2000, la popolazione del distretto contava 42'643 abitanti e la città 15'509.

## Nome
La città in epoca romana portava il nome di Germanicopoli (Greco antico Γερμανικόπολις) o Clibanus; molto più tardi prese il nome di Ermenak.

## Storia
Germanicopoli era una città dell'antica Isauria prese il nome da Gaio Giulio Cesare Claudiano Germanico generale romano nipote di Augusto. Cristianizzata nei primi secoli di questa era. Sede vescovile si conoscono i vescovi Tyrannus, 451; Eustathius, 797; Basil, 878 e Bisulas. Nei pressi della città nel 1098 i crociati subirono una pesante sconfitta. Passò sotto controllo della dinastia armena dei Rupenidi prendendo il nome di Germanig, da cui deriva l'attuale Ermenek. Le rovine di molti monumenti romani e di una roccaforte sono ancora visibili nella regione.